# طريقة ديفي وهيلمان لتبادل المفاتيح

طريقة ديفي وهيلمان لتبادل المفاتيح (بالإنجليزية: Diffie-Hellman key exchange وتختصر إلى D-H) هو بروتوكول تعمية يسمح لجماعتين من الأشخاص ليس لديهما معرفة مسبقة ببعضهما بإنشاء مفتاح سري مشترك على قناة محادثات غير مؤمنة. هذا المفتاح يمكن استخدامه فيما بعد لتعمية المحادثات اللاحقة باستخدام تعمية بمفتاح مشترك. هو من أول البروتوكلات التي ظهرت في مجال التعمية بالمفتاح المشترك وقد ظهر لأول مرة عام 1976، وفيه يعرض ديفي وهيلمان وسيلة محددة بعينها للقيام بمهمة تبادل المفاتيح وهذا بواسطة مسألة رياضية تسمى مسألة اللوغاريتم المتقطع.

## عرض المسألة
عندنا طرفان يريدان التواصل، نرمز للطرفين ب- A و- B , هذان الطرفان متصلان بشبكة ليست امنة ونفرض انه ليس بينها أي وسيلة اتصال امنة، يريدان تعمية الرسائل وفكها بواسطة مفتاح سري مشترك أي فقط هما من يعرف هذا المفتاح. نفرض ان الطرفين يتعاملان بالارقام وان الارقام تقع في مجال محدود منته.

## خوارزمية التبادل
اولا وقبل بدأ التواصل هناك عنصران معروفان لكل متصل بالشبكة المتصل بها A و B : عدد أولي q , وجذر بدائي {\displaystyle \alpha } .
نفرض أن A و- B يريدان تبادل مفتاح:
1. يختار A عددا عشوائيا {\displaystyle X_{A}<q} , ويحسب: {\displaystyle Y_{A}=\alpha ^{X_{A}}\mod q}
2. يختار B عددا عشوائيا {\displaystyle X_{B}<q} , ويحسب: {\displaystyle Y_{B}=\alpha ^{X_{B}}\mod q}
3. يرسل A : {\displaystyle \ Y_{A}} ويرسل B : {\displaystyle \ Y_{B}} للطرف الآخر. (القيمتين {\displaystyle X_{A}} و- {\displaystyle X_{B}} سريتين)
4. يحسب A : {\displaystyle K_{A}={Y_{B}}^{X_{A}}\mod q}
5. يحسب B : {\displaystyle K_{B}={Y_{A}}^{X_{B}}\mod q}

المفتاح المشترك هو {\displaystyle K_{A}} أو {\displaystyle K_{B}} وذلك لانَّ:
{\displaystyle K_{A}={Y_{B}}^{X_{A}}\mod q={\alpha ^{X_{B}}}^{X_{A}}\mod q={\alpha ^{X_{A}}}^{X_{B}}\mod q={Y_{A}}^{X_{B}}\mod q=K_{B}}

## مثال
نفرض أنَّ: {\displaystyle q=353} ونأخذ جذر بدائي لهذا العدد الاولي في هذه الحالة: {\displaystyle \alpha =3}
نفرض أنَّ A و- B يختاران المفتاحين: {\displaystyle X_{A}=97,X_{B}=233} . كل منهما يحسب المفتاح العلني:
A يحسب: {\displaystyle Y_{A}=3^{97}\mod 353=40}
B يحسب: {\displaystyle Y_{B}=3^{233}\mod 353=248}
بعد تبادل المفاتيح يحسب كل منهما المفتاح المشترك:
{\displaystyle K_{A}={Y_{B}}^{X_{A}}\mod q=248^{97}\mod 353=160}
{\displaystyle K_{B}={Y_{A}}^{X_{B}}\mod q=40^{97}\mod 353=160}

## أمان الخوارزمية
يعد تمام عملية التبادل، المتطفل أو من ليس A أو B يرى العناصر التالية: {\displaystyle \alpha \ ,q\ ,Y_{B}\ ,Y_{A}} .
وليميز هذا المتطفل عدد B أو A السري عليه ان يحسبه من القيم التي يراها. لذا عليه استخراج اللوغاريتم المتقطع الخاص ب- {\displaystyle Y_{A}} أو {\displaystyle Y_{B}} . هذه المسألة معروف انها من المسائل الصعبة عندما تكون الاعداد كبيرة (بمفهوم معين هي مساوية لمسألة التفكيك لعوامل).